# Gaston Lapeyronnie
Gaston Lapeyronnie (* 1903; † unbekannt) war ein französischer Jazztrompeter, Arrangeur und Bandleader, der sich in den späteren Jahren als Unterhaltungsmusiker betätigte.
Lapeyronnie gehörte 1929 in Paris dem Orchester von Ray Ventura an; 1930/31 spielte er bei Grégor et ses Grégoriens, mit denen er auch in Lateinamerika auftrat. Ab 1934 arbeitete er in den Orchestern von Leon Kartun und Fred Adison, 1934/35 an der Seite von Alex Renard (bzw. Alphonse Cox) und Noël Chiboust bei Patrick et son Orchestre, das von Guy Paquinet geleitet wurde („You and the Night and the Music“, mit Maurice Chaillou, Gesang). In Orchester von André Ekyan (in dem auch Django Reinhardt spielte) begleitete er Anfang 1934 den Sänger Jean Sablon („Pas sur la bouche“).
In den späten 1930er-Jahren leitete er das Orchester in der Pariser Revue des Folies Bergère, mit dem auch Plattenaufnahmen mit der Sängerin Damia entstanden (L'angélus de la mer, Columbia DF2412). 1946 gehörte er dem Orchester von Hubert Rostaing an. Im Bereich des Jazz war er zwischen 1929 und 1946 an 18 Aufnahmesessions beteiligt.
Ab 1945 arbeitete Lapeyronnie mit einem eigenen Studio-Orchester; er begleitete u. a. Johnny Hess („Je suis Jitterbug“), Luis Mariano („Oublie-moi“, 1945), Jean Deny („Seul sur le chemin“), Henry Legay („Plus je te vois et plus je t'aime“), Rina Ketty („Te revoir mon amour“), Bourvil („Comme moi“), Marcel Amont (A L'Olympia, Polydor 1958), Léo Ferré und Jacques Pills („À t' regarder“). Mit seinem Orchester spielte auch im Februar 1954 bei der Wiedereröffnung der Konzerthalle Olympia. Lapeyronnie betätigte sich außerdem als musikalischer Leiter bei der Produktion mehrerer Filmmusiken, so bei L'extravagante mission (1945, Regie Henri Calef), Le roi Pandore (1950, Regie André Berthomieu) und bei Mörder und Diebe (1957, Regie Sacha Guitry).